# Kalanchoe delagoensis

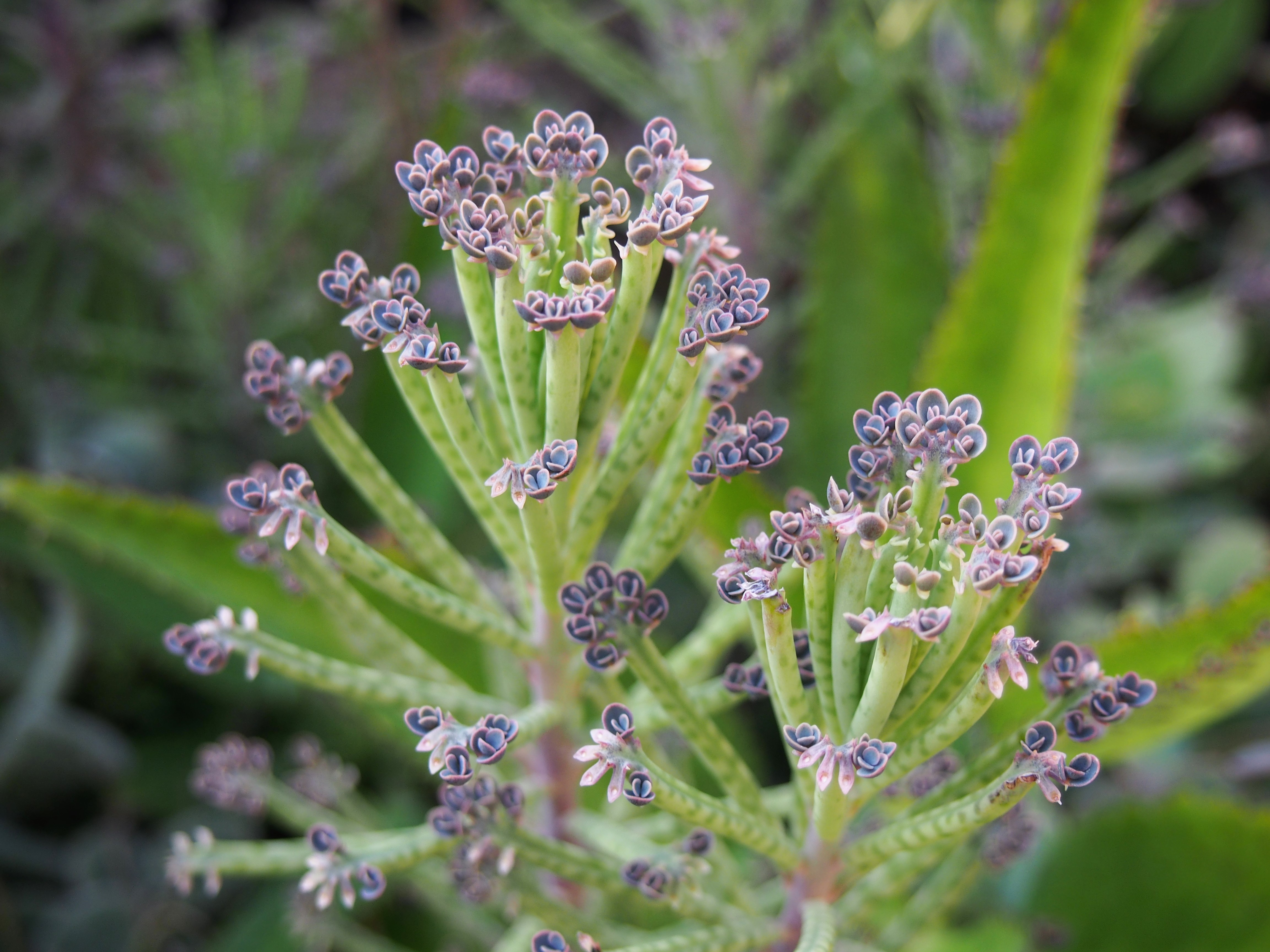
Kalanchoe delagoensis

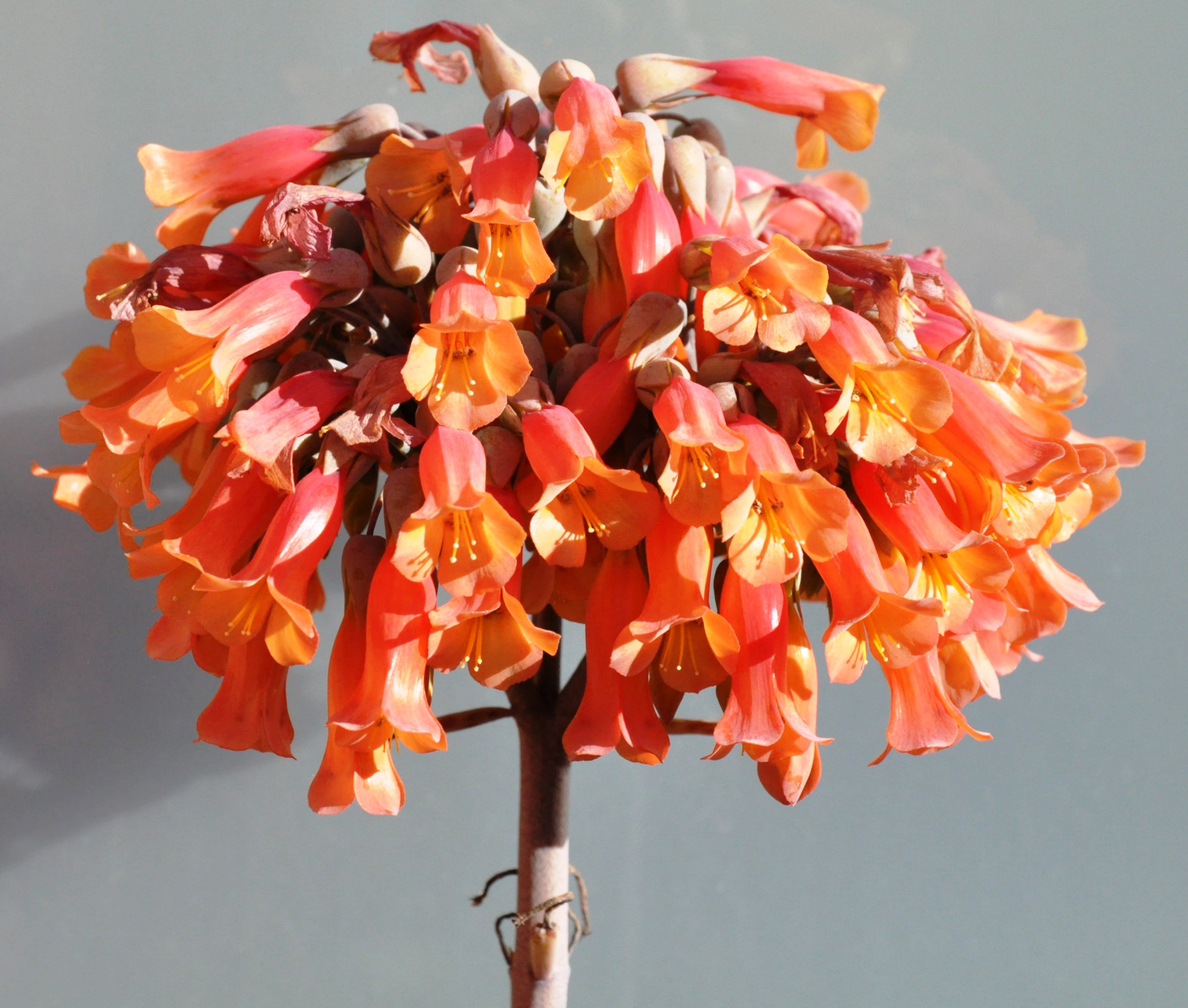
Inflorescència del Kalanchoe delagoensis

Kalanchoe delagoensis és una espècie de planta suculenta del gènere Kalanchoe, que pertany a la família Crassulaceae.
Bryophyllum delagoense és un sinònim de Kalanchoe delagoensis, i la seva prevalença està en discussió. The Plant List (2013) prefereix la primera, mentre que la USDA-ARS (2013) utilitza la segona.
L'ICN li atorga el nom botànic acceptat a Kalanchoe delagoensis.

## Descripció
És una planta perenne suculenta, monocàrpia, que es reprodueix amb propàguls o plantetes que li creixen a les puntes de cada fulla i cauen a terra, on arrelen i creixen. La seva capacitat de reproduir-se ha fet que s'hagi estès per moltes parts del planeta, essent una mala herba invasora a l'est d'Austràlia i a moltes illes del Pacífic. En òptimes condicions és una planta anual o bianual, que creix fins a 1 m abans de florir a l'hivern per morir a continuació, tot i que de les arrels tornen a sortir nous brots.
Les fulles són ceroses, amb aparença de plàstic-goma, de color verd clar amb taques de lleopard de color marró-violeta. Surten de la tija central en forma de floc de neu. L'amplada varia molt: amples i planes en plantes a l'ombra humida, fins a fulles estretes i més tubulars en plantes a la sorra seca. Els marges són enters, tret de l'àpex on hi ha de 5 a 7 dents.
La inflorescència està formada per umbel·les de flors amb forma de trompeta, de 2-3 cm de llarg, color salmó a escarlata, que pengen en grups des de la part superior de la planta.

## Distribució
Espècie endèmica de Madagascar. S'ha introduit a moltes part del món com a planta ornamental i s'ha escapat dels cultius esdevenint una mala herba invasora en hàbitats sec, àrids i semiàrids d'Austràlia i també d'Àfrica i Sud-amèrica.

## Taxonomia
Kalanchoe delagoensis va ser descrita per Eckl. & Zeyh. i publicada a Enumeratio Plantarum Africae Australis Extratropicae 3: 305. 1836[1837].

### Etimologia
Kalanchoe: nom genèric que deriva de la paraula cantonesa "Kalan Chauhuy", 伽藍菜 que significa 'allò que cau i creix'.
delagoensis: epítet que deriva de la paraula "Delagoabay" (badia Delagoa al sud de Moçambic).

### Sinonímia
- Kalanchoe delagoensis Eckl. & Zeyh.
  - Bryophyllum delagoense (Eckl. & Zeyh.) Schinz
  - Geaya purpurea Costantin & Poiss.
- Kalanchoe tuberosa H. Perrier
- Kalanchoe tubiflora (Harv.) Raym.-Hamet
  - Bryophyllum tubiflorum Harv.
- Kalanchoe verticillata Scott-Elliot
  - Bryophyllum verticillatum (Scott-Elliot) A.Berger

## Cultiu
Planta gairebé indestructible. Pràcticament només la matarà una forta gelada. Es reprodueix ella sola amb les plantetes de les puntes de les fulles, i les llavors tenen poder germinatiu durant molts anys, pel que és dificil d'erradicar un cop instaurada.
Atenció!: Kalanchoe delagoensis és una planta tòxica. Conté un glucòsid cardíac bufadienolide que pot causar un emmetzimament especialment en animals de pastura